# World Games 2022/Teilnehmer (Algerien)
| Gelbes Symbol für Goldmedaillen mit stilisierten Olympischen Ringen | Graues Symbol für Silbermedaillen mit stilisierten Olympischen Ringen | Braundes Symbol für Bronzemedaillen mit stilisierten Olympischen Ringen |
| ------------------------------------------------------------------- | --------------------------------------------------------------------- | ----------------------------------------------------------------------- |
| 1                                                                   | —                                                                     | —                                                                       |

Algerien nahm an den World Games 2022 mit einem Athleten teil.

## Medaillen

### Medaillenspiegel
| Rang   | Sportart | Gold | Silber | Bronze | Gesamt |
| ------ | -------- | ---- | ------ | ------ | ------ |
| 1      | Karate   | 1    | –      | –      | 1      |
| Gesamt | Gesamt   | 1    | 0      | 0      | 1      |

### Medaillengewinner
| Name/n             | Sportart | Wettkampf        |
| ------------------ | -------- | ---------------- |
| Gold               |          |                  |
| Ayoub Anis Helassa | Karate   | Kumite bis 60 kg |

## Teilnehmer nach Sportarten

### Karate

#### Kumite
| Athleten           | Wettbewerb       | Gruppenphase      | Gruppenphase | Rang | Halbfinale       | Halbfinale | Finale               | Finale   | Rang |
| Athleten           | Wettbewerb       | Gegner            | Ergebnis     | Rang | Gegner           | Ergebnis   | Gegner               | Ergebnis | Rang |
| ------------------ | ---------------- | ----------------- | ------------ | ---- | ---------------- | ---------- | -------------------- | -------- | ---- |
| Männer             |                  |                   |              |      |                  |            |                      |          |      |
| Ayoub Anis Helassa | Kumite bis 60 kg | Angelo Crescenzo  | 1:1          | 2    | Abdullah Shaaban | 2:0        | Douglas Santos Brose | 4:0      | Gold |
| Ayoub Anis Helassa | Kumite bis 60 kg | Darchan Assadilow | 2:5          | 2    | Abdullah Shaaban | 2:0        | Douglas Santos Brose | 4:0      | Gold |
| Ayoub Anis Helassa | Kumite bis 60 kg | Frank Ruiz        | 3:1          | 2    | Abdullah Shaaban | 2:0        | Douglas Santos Brose | 4:0      | Gold |